# Declaração de independência de Azauade
A declaração de independência de Azauade ou Azawad foi a declaração de independência feita pelo Movimento de Libertação Nacional de Azauade da República do Mali, para a criação do Estado Independente de Azauade em 6 de abril de 2012, na sequência de uma rebelião que foi precedida por uma série de outras rebeliões tuaregues.

## História
Após o regresso de centenas de soldados após a Guerra Civil Líbia em 2011 e a formação do Movimento Nacional para a Libertação de Azauade, uma revolta é iniciada em 17 de janeiro de 2012, com um ataque na região de Quidal, perto da fronteira com Argélia. Após o golpe de Estado de março, os rebeldes fizeram outras incursões para capturar as três maiores cidades de Quidal, Gao e Tombuctu, em três dias, respectivamente. Neste ponto, as outras facções se juntaram à luta, incluindo as islâmicas, Ansar Dine e o Movimento para a Unidade e Jihad na África Ocidental. Apesar dos relatos que a Ansar Dine ter assumido o controle de grande parte do que foi inicialmente capturado por ou com o auxílio do MNLA, o grupo estabeleceu o seu mandado sobre grande parte do território. Os povos tuaregues também reclamam há por muito tempo da marginalização dentro do Mali.

## Declaração de independência
O Secretário-Geral do MNLA, Bilal Ag Acherif, assinou a declaração em Gao, o local do maior posto militar no norte do Mali, em 6 de abril de 2012. Foi anunciada por Moussa ag Attaher na France 24.
A declaração foi publicada em francês, em nome da "voz do Movimento Nacional para a Libertação de Azauade" e em consulta com o Comitê Executivo, o Conselho Revolucionário, o Conselho Consultivo, o Estado-Maior do Exército de Libertação e dos gabinetes regionais. Também cita como fundamentação um anexo unilateral da França na região de Mali, apesar de um apelo ao presidente francês Charles de Gaulle.
O documento concluiu acrescentando que o novo Estado declarado pelo MNLA iria reconhecer as fronteiras internacionais, apesar de terem dividido o tradicional Azawagh ao longo dos anos entre vários Estados atuais; em absoluta conformidade com a Carta das Nações Unidas, e um compromisso pelo MNLA para estabelecer as "condições para uma paz duradoura" e criar as instituições do Estado, de acordo com uma Constituição democrática. Depois de "irrevogável" aclamação do Estado Independente de Azauade, o documento pede ao Comitê Executivo, que irá dirigir o país no período de transição, para convidar a comunidade internacional a reconhecer imediatamente o novo Estado, no interesse da "justiça e paz".